# Mississagi Provincial Park
Mississagi Provincial Park är en park i Kanada.   Den ligger i provinsen Ontario, i den sydöstra delen av landet, 500 km väster om huvudstaden Ottawa. Mississagi Provincial Park ligger 386 meter över havet. Den ligger vid sjön Semiwite Lake.
Terrängen runt Mississagi Provincial Park är platt. Trakten runt Mississagi Provincial Park är nära nog obefolkad, med mindre än två invånare per kvadratkilometer.. Det finns inga samhällen i närheten. 
I omgivningarna runt Mississagi Provincial Park växer i huvudsak blandskog.